# Вивес-и-Сисилья, Жоан Энрик
Жоан Энрик Вивес-и-Сисилья (кат. Joan Enric Vives i Sicília; род. 24 июля 1949 года, Барселона, Испания) — испанский священнослужитель, Епископ-архиепископ Уржеля с 12 мая 2003 по 31 мая 2025 год. на протяжении двадцати двух лет, при четырёх папах, являлся одним из двух глав государства Андорра вместе с четырьмя президентами Франции.

## Биография

### Образование
- Окончил среднюю школу «Педро Вила».
- Окончил Институт «Jaume Balmes» (Барселона).
- С 1965 года обучался на факультете теологии Семинарии Барселоны, где изучал гуманитарные науки, философию и богословие. В 1976 году получил степень лиценциата теологии.
- В 1979 году получил диплом учителя каталанского языка в Барселонском университете.
- В июле 1982 года получил степень лиценциата философии Барселонского университета.
- В 1990—1993 годах обучался в докторантуре Барселонского университета. Доктор философии.

### Карьера
Священник с 24 сентября 1974 года.
В 1975—1987 годах — советник и член-учредитель Движения молодых христиан.
В 1978—1989 годах — секретарь Совета священников архиепархии Барселоны, а в 1985 году — секретарь и член Консультативной коллегии этого совета.
В 1978—1993 годах — епископский делегат по вопросам Справедливости и мира в Барселоне.
В 1987—1991 годах — преподаватель, а в 1991—1997 годах — ректор Семинарии в Барселоне.
В 1987—1990 годах — секретарь Консультативного совета кардинала Хубани.
В 1988—1990 годах — секретарь Совета епископов архиепархии Барселоны.
9 июня 1993 года назначен помощником епископа Барселоны и титулярным епископом Нолы.
В 1993—2002 годах — член Епископской комиссии по делам семинарий и университетов Испанской епископской конференции.
С 1997 года — епископ-секретарь и пресс-секретарь епископской конференции Таррагоны.
25 июня 2001 года стал коадъютором епископа Уржеля Жоана Марти Аланиса, которого сменил на постах епископа Уржеля и князя Андорры 12 мая 2003 года после ухода того на пенсию.
С 2001 года — руководитель Высшей духовной межепархиальной семинарии Каталонии.
В 2002—2005 годах — член Епископской комиссии по пасторской и социальной ответственности «Справедливость и мир» в Испании.
10 июля 2003 года принял присягу в качестве князя Андорры.
С марта 2005 года по 2008 год — президент Епископской комиссии по делам семинарий и университетов Испанской епископской конференции и член его Постоянного комитета.
С марта 2008 года — член экономического совета Испанской епископской конференции.
С 19 марта 2010 года — архиепископ ad personam.
С 31 мая 2025 года в отставке, его преемником стал Хосеп-Льюис Серрано Пентинат, коадъютор епархии .

## Преподавательская деятельность
В 1983—1993 годах — профессор истории философии богословского факультета в Каталонии.
В 1988—1993 годах — профессор факультета духовной философии университета «Ramon Llull».
В 1989—1993 годах — декан философского факультета университета «Ramon Llull»
В 1991—1994 годах — член Совета попечителей Частного университета «Ramon Llull».

## Награды
- Крест Семи Рук[кат.] (Андорра, 10 июля 2024 года)[5].
- Большой крест ордена Христа (Португалия, 2010 год).
- Большая цепь ордена Инфанта дона Энрике (Португалия, 20 ноября 2024 года)[6].
- Почётная медаль города Барселоны (1999 год).